# Coupe de Zanzibar féminine de football
La coupe de Zanzibar féminine de football (ou Coupe de la Révolution féminine - swahili : Kombe Mapinduzi Kwa Wanawake) est une compétition de football féminin organisée par la Fédération de Zanzibar de football.

## Histoire
L'édition 2020-2021 voit s'affronter 10 équipes réparties en deux groupes ; chaque équipe rencontre une fois les autres équipes de son groupe. Les deux premiers de chaque groupe se qualifient pour les demi-finales ; la finale se joue le 7 janvier 2021 et se conclut sur la victoire des New Generation Queens  contre les Jumbi Queens sur le score de 3 buts à 0. La saison 2022 se dispute avec 5 équipes qui s'affrontent dans une poule unique, et se conclut sur un nouveau sacre des New Generation Queens. 

## Palmarès
| Saison    | Vainqueur             | Score | Finaliste      |
| --------- | --------------------- | ----- | -------------- |
| 2020-2021 | New Generation Queens | 3-0   | Jumbi Queens   |
| 2022      | New Generation Queens | TTR   | Warrior Queens |